# San Luis, Batangas
San Luis (Bayan ng  San Luis) är en kommun i Filippinerna. Kommunen ligger på ön Luzon, och tillhör provinsen Batangas. Folkmängden uppgår till 30 701 invånare.

## Barangayer
San Luis är indelat i 26 barangayer.
| - Abiacao - Bagong Tubig - Balagtasin - Balite - Banoyo - Boboy - Bonliw - Calumpang - Calumpang East - Dulangan - Durungao - Locloc - Luya | - Mahabang Parang - Manggahan - Muzon - San Antonio - San Isidro - San Jose - San Martin - Santa Monica - Taliba - Talon - Tejero - Tungal - Poblacion |